# Kap Spencer-Smith
Kap Spencer-Smith ist das Nordkap von White Island im antarktischen Ross-Archipel vor der Ostküste des Viktorialands.
Teilnehmer der von 1958 bis 1959 dauernden Kampagne im Rahmen der New Zealand Geological Survey Antarctic Expedition nahmen die Benennung vor. Namensgeber ist Arnold Spencer-Smith (1883–1916), Mitglied der von Aeneas Mackintosh angeführten Ross Sea Party bei der Endurance-Expedition (1914–1917) des britischen Polarforschers Ernest Shackleton, der bei dieser Unternehmung an Auszehrung und Skorbut starb.